# IC 2577
IC 2577 је спирална галаксија у сазвјежђу Мали лав која се налази на листи објеката дубоког неба у Индекс каталогу.
Деклинација објекта је + 32° 45' 48" а ректасцензија 10h 28m 1,4s. Привидна величина (магнитуда) објекта IC 2577 износи 15,1 а фотографска магнитуда 15,9. IC 2577 је још познат и под ознакама MCG 6-23-18, CGCG 183-26, KARA 418, KUG 1025+330, PGC 30797.